# Xã Bradbury, Quận Mille Lacs, Minnesota
Xã Bradbury (tiếng Anh: Bradbury Township) là một xã thuộc quận Mille Lacs, tiểu bang Minnesota, Hoa Kỳ. Năm 2010, dân số của xã này là 268 người.